# Maciej Salamon
Maciej Salamon (ur. 1946 w Krakowie) – polski historyk mediewista, bizantynolog. 

## Życiorys
Absolwent historii Uniwersytetu Jagiellońskiego (studiował w latach 1964–1969). W trakcie studiów aktywny członek Koła Historyków Studentów UJ. Otrzymywał rektorskie stypendium naukowe „primus inter pares”. Według własnej relacji był w 1968 uczestnikiem wydarzeń marcowych w Krakowie. Przygotował pracę magisterską pt. Najazdy Gotów na Azję Mniejszą w III w. (UJ 1969).
Od 1969 pracował na Wydziale Nauk Społecznych nowo utworzonego Uniwersytetu Śląskiego w Katowicach. W 1972 obronił tam pracę doktorską pt. Rozwój idei Rzymu-Konstantynopola od IV do połowy VI w.. Habilitację uzyskał na podstawie rozprawy pt. Środowisko kultury łacińskiej w Konstantynopolu w IV wieku w 1978. W latach 1981–1984 sprawował funkcję prodziekana. 
Od 1985 pracuje na Uniwersytecie Jagiellońskim. Tam też pełnił funkcje: prodziekana Wydziału Filozoficzno-Historycznego w latach 1987–1990 za kadencji dziekańskiej Władysława Stróżewskiego, a także dziekana Wydziału Historycznego w latach 1992–1996. Od 1997 wykłada również na Papieskiej Akademii Teologicznej w Krakowie. W 2006 otrzymał tytuł profesorski. Członek Collegium Invisibile.
Zajmuje się historią późnego antyku, historią Bizancjum V–XV w, Słowianami oraz numizmatyką bizantyńską. Wpływ na własne zainteresowania naukowe Bizancjum przypisuje Jerzemu Linderskiemu, a numizmatyką – przełożonemu na Uniwersytecie Śląskim Andrzejowi Kuniszowi. Za swojego mistrza uważa Andrzeja Poppego.

## Wybrane publikacje

### Książki
- Rozwój idei Rzymu – Konstantynopola od IV do 1 poł. VI w., Uniwersytet Śląski, Katowice 1975.
- Środowisko kultury łacińskiej w Konstantynopolu w IV wieku, Uniwersytet Śląski, Katowice 1977.
- Mennictwo bizantyńskie (Zarys Mennictwa Europejskiego, t. VI), Polskie Towarzystwo Archeologiczne i Numizmatyczne, Kraków 1987.
- (red. wraz z A. Waśko) Średniowiecze (Encyklopedia Historyczna Świata, t. IV), Opres, Kraków 2000.
- (red.) Kształtowanie średniowiecza (Wielka Historia Świata, t. IV), Fogra, Kraków–Warszawa 2005.

### Obszerne rozdziały i hasła w kompendiach naukowych
- Numizmatyka [w:] Źródłoznawstwo czasów późnego antyku, Vademecum historyka starożytnej Grecji i Rzymu, t. 3, red. E. Wipszycka, Warszawa 1999, s. 490–584, tabl. 1–20.
- Bułgaria [w:] Encyklopedia Historyczna Świata, t. VIII, cz. 1: Europa, Opres, Kraków 2001, s. 112–129.
- Grecja [w:] Encyklopedia Historyczna Świata, t. VIII, cz. 1: Europa, Opres, Kraków 2001, s. 252–273.
- Encyklopedia kultury bizantyńskiej, red. O. Jurewicz, Warszawa (Wydawnictwa Uniwersytetu Warszawskiego) 2002: 255 haseł sygnowanych, ok. 110 s.
- Ioannes Antiochenus [z J. Prostko-Prostyńskim], Theophylactus Simocatta, Ioannes Malalas, Theophanes Confessor, Anastasius Bibliothecarius, Hierokles, Notitiae episcopatuum ecclesiae Constantinopolitanae [z K. Ilskim], [w:] Novae in Ancient Sources. Novae. Legionary Fortress and Late Antique Town, t. 1, wyd. T. Derda, P. Dyczek, J. Kolendo, Warsaw 2008 (wyd. 2009), s. 83–93, 106–107, 111–114.

### Artykuły
- Bitwa pod Biełasicą (1014 r.) w relacji „Historia Imperatorum”, Zeszyty Naukowe Uniwersytetu Jagiellońskiego – Prace Historyczne 30 (1970), s. 59–80.
- Some Notes on an Inscription form the Medieval Silistra (c.976), Revue des Études Sud-Est Européennes, 9 (1971), s.487–496.
- Polityka osiedlania plemion barbarzyńskich w prowincjach rzymskich za cesarza Probusa (276–282), Prace Naukowe Uniwersytetu Śląskiego, Prace Historyczne, 2 (1971), s. 95–103.
- Zachód i Wschód imperium rzymskiego wobec uzurpacji Prokopiusza (365-366 r.), Prace Naukowe Uniwersytetu Śląskiego, Prace Historyczne, 3 (1972), s. 13–24.
- Rzekoma wojna ludowa w Tracji i Azji Mniejszej w czasie uzurpacji Prokopiusza (365-366 r.), Eos, 60 (1972), s. 369–379.
- K voprosu o date glavnogo sraženija russkich s grekami v ijule 1043 goda, Vizantijskij Vremennik, 33 (1972), s. 88–91.
- Na marginesie numizmatyki Regaliana i Dryantilli, Wiadomości Numizmatyczne, 17 (1973), s. 138–153.
- Dacja w oczach pisarzy późnorzymskich (IV-VI w.), (w:) Prowincje rzymskie i ich znaczenie w ramach Imperium. Prace XI Powszechnego Zjazdu Historyków Polskich. Toruń wrzesień 1974, Wrocław 1976, s. 117–134.
- Problem upadku Cesarstwa Rzymskiego w greckiej historiografii powszechnej początków VI wieku (Zosimos i Eustatiusz z Epifanii), (w:) Problemy schyłku świata antycznego. Prace Naukowe Uniwersytetu Śląskiego 219, Historia i Współczesność, t. 3, Katowice 1978, s. 115–128.
- O poznawczej wartości ikonografii monet późnorzymskich (IV-V w.), Sprawozdania z Posiedzeń Komisji Naukowych Polskiej Akademii Nauk, Oddział w Krakowie, 19/1 (styczeń–czerwiec 1975), Wrocław 1976, s. 1.
- Praca rzemieślnicza a kariera senatorska w Konstantynopolu w IV wieku, (w:) Pamiętnik XII Powszechnego Zjazdu Historyków Polskich, Katowice 17–20 września 1979 r., Katowice 1979, cz. II, Symposia I–VIII, s. 48–55.
- La conception de l'empereur Julien Apostat pour la réorganisation du monnayage Romain, Wiadomości Numizmatyczne, 23(1979) = Polish Numismatic News, 3 (1979), s. 20–30.
- Pełnowartościowy a kredytowy charakter pieniądza bizantyńskiego (do XI wieku), (w:) Pieniądz i gospodarka pieniężna w starożytności i średniowieczu. Prace Naukowe Uniwersytetu Śląskiego 335, Historia i Współczesność, t. 5, Katowice 1979, s. 94–120.
- Priscianus und sein Schülerkreis in Konstantinopel, Philologus. Zeitschrift für Klassische Philologie, 123 (1979), s. 91–96.
- Napływ złotych monet bizantyńskich na ziemie polskie, [w:] VI Sesja Numizmatyczna w Nowej Soli. Złota moneta w Polsce, 17–18 listopada 1977, Nowa Sól 1980, s. 22–29.
- Złota i brązowa moneta bizantyńska w Polsce od VI do XI wieku, Sprawozdania z Posiedzeń Komisji Naukowych Polskiej Akademii Nauk, Oddział w Krakowie, 22 (1978), Wrocław 1980, s. 6–8.
- Przydomek "Wielki" w późnoantycznej historiografii łacińskiej, Zeszyty Naukowe Uniwersytetu Jagiellońskiego. Prace Historyczne, 70 (1981), s. 107–122.
- Historycy epoki upadku Cesarstwa Rzymskiego (schyłek IV – pierwsza połowa VII wieku), (w:) Z zagadnień historiografii od czasów antyku do XVI wieku, Prace Naukowe Uniwersytetu Śląskiego 525, Historia i Współczesność, t. 6, Katowice 1982, s. 45–64.
- Próbna moneta bizantyńska znaleziona w Krakowie, (w:) VII Sesja Numizmatyczna w Nowej Soli, 3-4 października 1980, Moneta Miedziana w Polsce, Zielona Góra 1983, s. 34–41.
- Data listu Juliana Apostaty do Alypiosa (IX), Acta Universitatis Vratislaviensis 497, Antiquitas, 9 (1983), s. 199–202.
- Mnisi scytyjscy w Konstantynopolu (519-520 r.), Balcanica Posnaniensia, 1 (1984), s. 325–338.
- Calocaerus "magister pecoris camelorum" e l'indole della sua rivolta in Cipro nel 334, (w:) Studi in onore di Arnaldo Biscardi, t. 5, Milano 1984, s. 79–85.
- "Referre a notioribus pedem". Stosunek historyków późnoantycznych (druga połowa IV wieku) do podejmowania tematyki współczesnej, (w:) Na styku dziejopisarstwa i publicystyki ze współczesnością. Prace Naukowe Uniwersytetu Śląskiego 657, Historia i Współczesność, t. 7, Katowice 1984, s. 13–34.
- Mennictwo bizantyńskie. Stan badań i perspektywy, (w:) Pieniądz starożytny. Stan badań i perspektywy polskich badań. Materiały z konferencji w Instytucie Historii Uniwersytetu Śląskiego, Polskie Towarzystwo Archeologiczne i Numizmatyczne. Komisja Numizmatyczna, Warszawa 1983, s. 111–125.
- Kryteria oceny jednostki "wybitnej" w historiografii. Julian Apostata, (w:) Wybitni i przeciętni przywódcy a lud i społeczeństwo. Prace Naukowe Uniwersytetu Śląskiego 695, Katowice 1985, s. 28–37.
- Wczesnobizantyńskie emisje konsularne – problem datacji, Wiadomości Numizmatyczne, 28 (1984; wyd. 1985), s. 1–11.
- War Konstantinopel im IV Jahrhundert eine lateinische Sprachinsel?, [w:] XVe Confèrence Internationale d'Études Classiques "Eirene", Nesebar 1978, Thracia, 7 (1985), s. 250–256.
- Some Unique Obverse Legends on Bronze Coins of Maurice and Phocas from the Eastern Mints (589–610), Wiadomości Numizmatyczne, 39 (1985; wyd. 1986), z. 1–2 = Polish Numismatic News, 4 (1986), s. 55–65.
- Lászlo Váradyego interpretacja upadku cywilizacji antycznej, Historyka, 17 (1987), s. 105–118.
- Nauki przyrodnicze a rozwój współczesnych badań numizmatycznych, Historyka, 18 (1988), s. 71–83.
- Krzyż na monetach bizantyńskich, Sprawozdania z Posiedzeń Komisji Naukowych Polskiej Akademii Nauk, Oddział w Krakowie, 31/1 (styczeń–czerwiec 1987), Wrocław 1989, s. 16–18.
- Język napisów na monetach bizantyńskich, Sprawozdania z Posiedzeń Komisji Naukowych Polskiej Akademii Nauk, Oddział w Krakowie, 31/1, (styczeń–czerwiec 1987), Wrocław 1989, s. 25–26.
- Konsulat zwyczajny w Bizancjum w VI i na początku VII wieku, Sprawozdania z Posiedzeń Komisji Naukowych Polskiej Akademii Nauk, Oddział w Krakowie, 31/2 (lipiec–grudzień 1988), Wrocław 1989, s. 6–8.
- Jordanes w środowisku Konstantynopola połowy VI wieku. Uwagi wstępne, Balcanica Posnaniensia, 5 (1990), s.405-415.
- Acclamation or Barbarism in the Legend of Leontius' (484–488) Solidus, Wiadomości Numizmatyczne, 34 (1990; wyd. 1991) = Polish Numismatic News, 5 (1991), s. 154–159.
- Justin II, la Nouvelle Rome et le consulat, (w:) Idea giuridica e politica di Roma e personalità storiche, cz.1, Da Roma alla Terza Roma. Documenti e Studi. Rendiconti del X Seminario, Campidoglio 21 aprile 1990, Roma 1991, s. 59–69.
- Wyprawa floty Totili na południowe wybrzeże Epiru w 551 r., Sprawozdania z Posiedzeń Komisji Naukowych Polskiej Akademii Nauk. Oddział w Krakowie, 33/2 (lipiec–grudzień 1989), Kraków 1991, s. 256–257.
- Costantinopoli: "Nuova Roma" o "Roma Orientale" ?, (w:) Atti del Convegno Internazionale. Itinerari di idee, uomini e cose fra Est ed Ovest europeo, Udine 21-24 Novembre 1990, Udine 1992, s. 463–473.
- Bizancjum i Bułgaria wobec ekspansji tureckiej w dobie bitwy na Kosowym Polu, Zeszyty Naukowe Uniwersytetu Jagiellońskiego 1066, Prace Historyczne, 102, Studia Polono-Danubiana et Balcanica 5, Kraków 1992, s. 29–43.
- Krzyż na Golgocie, czy obalony ołtarz perski. Interpretacja pewnego typu monetarnego w Bizancjum, Vox Patrum, 11/12 (1991–1992), z.2–23, s. 105–113.
- "Amicus" or "hostis", Boleslav the Valliant and Byzantium, [w:] Byzantium and Its Neighbours, from the Mid-9th till the 12th Centuries. Papers Read at the Byzantinological Symposium, Bechyně 1990 = Byzantinoslavica, 54 (1993), s. 114–120.
- Alanicus, Vandalicus, Africanus dans la titulature de Justinien, Acta Universitatis Wratislaviensis 1435, Antiquitas, 18 (1993), s. 191–198.
- Basiliscus cum Romanis suis, [w:] Studia Moesiaca, wyd. L. Mrozewicz, K. Ilski, Poznań 1994, s. 179–196.
- Theology and Coinage. The Name of Theoupolis on the Coins of Antioch, [w:] Proceedings of the 11th International Numismatic Congress, Louvain-la-Neuve 1993, t.3, s.15-20.
- Emisje dla cesarstwa czy dla plemion barbarzyńskich? Lekkie solidy VI–VII w., Sprawozdania z Posiedzeń Komisji Naukowych Polskiej Akademii Nauk, Oddział w Krakowie, 35/1-2 (styczeń–grudzień 1991), Kraków 1993, s. 3–5.
- Powstanie i losy idei Wschodniego Rzymu (IV–XVI wieku), Sprawozdania z Posiedzeń Komisji Naukowych Polskiej Akademii Nauk, Oddział w Krakowie, 35/1-2 (styczeń–grudzień 1991), Kraków 1993, s. 10–11.
- Rozpad i upadek Cesarstwa Rzymskiego. Społeczeństwo wobec nowych struktur politycznych, [w:] Starożytny Rzym we współczesnych badaniach. Państwo-Społeczeństwo-Gospodarka. Liber in memoriam Lodovici Piotrowicz, Kraków 1994, s. 191–209.
- Greek Elements in the Inscriptions of Byzantine Coins in the Sixth Century, Byzantina et Slavica Cracoviensia, 2 (1994), s. 53–59 + 15 ill.
- Zarys dziejów Komisji Filologii Klasycznej Oddziału Polskiej Akademii Nauk w Krakowie w latach 1958-1992, Sprawozdania z Posiedzeń Komisji Naukowych Polskiej Akademii Nauk, Oddział w Krakowie, 36/1-2 (styczeń-grudzień 1992) Kraków 1994, s. 31–33.
- Coinage and Money in the Epigrams of Palladas. A Few Remarks, [w:] Everyday Life and Literature in Antiquity, wyd. S. Stabryła, Classica Cracoviensia, 1(1995), s. 91–101.
- Imię i tytuł Władysława III (Warneńczyka) w historiografii greckiej, [w:] Cracovia, Polonia, Europa. Studia z dziejów średniowiecza ofiarowane Jerzemu Wyrozumskiemu w sześćdziesiątą piątą rocznicę urodzin i czterdziestolecie pracy naukowej, Kraków 1995, s. 529–536.
- Europa w Getica (9) Jordanesa, [w:] Nunc de Suebis dicendum est. Studia archaeologica et historica Georgio Kolendo ab amicis et discipulis dicata, Warszawa 1995, s. 221–224.
- Bizancjum wobec wyprawy warneńskiej, [w:] Świat chrześcijański i Turcy osmańscy w dobie bitwy pod Warną, red. D. Quirini-Popławska, Zeszyty Naukowe Uniwersytetu Jagiellońskiego 1178, Prace Historyczne 119, Studia Polono-Danubiana et Balcanica 8, Kraków 1995, s. 73–94.
- "Ojczyzny" plemion barbarzyńskich w okresie Wędrówki Ludów, [w:] Pamiętnik XV Powszechnego Zjazdu Historyków Polskich, t. I/1, wyd. J. Staszewski, Gdańsk-Toruń 1995, s. 167–179.
- Polityka czy ekonomia. Legendy monet bizantyńskich V i VI w., Sprawozdania z Posiedzeń Naukowych. Polska Akademia Nauk, Oddział w Krakowie, 39/2 (1995; wyd. 1996), s. 3–4.
- The Byzantine Gold Coin Found at Żółków (Southern Poland) and the Problem of Lightweight Solidi in Central Europe, Notae Numismaticae. Zapiski Numizmatyczne, 1 (1996), s. 97–105.
- Pamprepiusz z Panopolis – pisarz , profesor, polityk, obrońca pogaństwa w cesarstwie wschodnim, [w:] Studia Classica et Byzantina Alexandro Krawczuk oblata, Kraków 1996, s. 163–195.
- Nowy Rzym chrześcijański w oczach Bizantyńczyków, (w:) Prawosławie. Zeszyty Naukowe Uniwersytetu Jagiellońskiego 1194, Studia Religiologica, 19, Kraków 1996, s. 11–23.
- Konstantynopol pierwszą stolicą chrześcijaństwa. Losy pewnej idei. Sprawozdania z Posiedzeń i Czynności Polskiej Akademii Umiejętności, 60 (1996), s. 62–63.
- Der Begriff Europa in der Spätantike und Byzanz, [w:] Die Idee Europa in Geschichte, Politik und Wirtschaft, wyd. H. Timmermann, Dokumente und Schriften der Europäischen Akademie Otzenhausen, t. 82, Berlin 1998, s. 19–23.
- On the Credibility of an Item in Jan Długosz's Chronicle. May 17, 1395 – the Date of the Battle of Rovine or of the Death of Queen Mary?, [w:] Melanges d'histoire byzantine offerts à Oktawiusz Jurewicz à l'occasion de son soixante-dixième anniversaire. Byzantina Lodziensia III, Łódź 1998, s. 164–170.
- Polen und Byzanz – Wege der Begegnung, [w:] Byzanz und Ostmitteleuropa 950–1453. Beiträge zu einer Table Ronde. Mainzer Veröffentlichungen zur Byzantinistik, t. 3, red. G. Prinzing, M. Salamon, Wiesbaden 1999, s. 151–164.
- Konstantyn i Metody – typowi czy nietypowi misjonarze bizantyńscy ?, [w:] Środkowoeuropejskie dziedzictwo cyrylometodiańskie. II Międzynarodowa Konferencja Naukowa, Zabrze 1998, wyd. A. Barciak, Katowice 1999, s. 74–91.
- Ułamek monety bizantyńskiej ze skarbu z Gniezna (W sprawie zaniku miliaresionów w skarbach wczesnośredniowiecznych), Notae Numismaticae. Zapiski Numizmatyczne, 3-4 (1999), s. 213–220.
- Z problematyki mennictwa wczesnośredniowiecznego Chersonu, Sprawozdania z Posiedzeń Komisji Naukowych. Polska Akademia Nauk, Oddział w Krakowie, 41/2 (1997; wyd. 1999), s. 2–4.
- Bizancjum Feliksa Konecznego, (w:) Feliks Koneczny dzisiaj, red. J. Skoczyński, Kraków 2000, s. 167–186.
- Eine Wende in der Münzgeschichte Chersons unter Justin II, XII. Internationaler Numismatischer Kongress Berlin 1997. Akten-Proceedings-Actes, wyd. B. Kluge, B. Weisser, Berlin 2000, s. 868–873, 10 il.
- Hail czy Hal malarz i duchowny prawosławny ?, (w:) Ars Graeca-Ars Latina, Studia dedykowane A. Różyckiej-Bryzek, Kraków 2001, s. 115–119.
- Cyprian (Kyprianos, Kiprian) the Metropolitan of Kiev and Byzantine Policy in East Central Europe, (w:) Byzantium and East Central Europe, wyd. G. Prinzing, M. Salamon, with the assistance of P. Stephenson [Byzantina et Slavica Cracoviensia, 3], Kraków 2001, s. 221–236.
- Obecność Nowego Rzymu w Europie Środkowowschodniej, (w:) Lux Romana w Europie Środkowej ze szczególnym uwzględnieniem Śląska, red. A. Barciak, Zabrze-Katowice 2001, s. 295–319.
- Ladislaus von Oppeln – ein schlesischer Herzog zwischen der katholischen und der orthodoxen Welt, (w:) Srednovekovna Christijanska Evropa: Iztok i Zapad. Medieval Christian Europe: East and West, red. V. Gjuzelev, A. Miltenova, Sofia 2002, s. 518–527.
- Fundacja klasztoru benedyktynów słowiańskich na Kleparzu. Ekumenizm w dobie św. Królowej Jadwigi, (w:) Kościół krakowski w życiu państwa i narodu polskiego, red. A. Pankowicz [Textus et Studia, 7], Kraków 2002, s. 61–82.
- Polen und Byzanz. Die Perspektiven des 11. und des 14. Jahrhunderts, (w:) East Central Europe at the Turn of the 1st and 2nd Millenia, wyd. V. Múcska, Acta Historica Posoniensia (Bratislava), 2 (2002), s. 89–102.
- Cesarska „ikona” darowana Childebertowi II królowi Franków, (w:) Antyk i barbarzyńcy. Księga dedykowana Profesorowi Jerzemu Kolendo  w siedemdziesiąta rocznicę urodzin, wyd. A. Bursche, R. Ciołek, Warszawa 2003, s. 343–348.
- [wspólnie z Anną Muzyczuk], Znalezisko brązowej monety bizantyńskiej z Beska, pow. Sanok, (w:) Polonia Minor medii aevi. Studia ofiarowane Panu Profesorowi Andrzejowi Żakiemu w osiemdziesiątą rocznicę urodzin, wyd. Z. Woźniak, J. Gancarski, Kraków-Krosno 2003, s. 181–190.
- Germanin czy Słowianin ? W sprawie znaleziska monet Justyniana znad Górnej Raby, Sprawozdania z Posiedzeń Komisji Naukowych
- Pamięć wspólnoty śródziemnomorskiej. Rozważania nad tradycją bizantyńskich ikon maryjnych, (w:) Portolana. Studia Mediterranea, 1 (2004), s. 81–92.
- Znalezisko miliarensów Justyniana I z doliny Raby. Próba interpretacji numizmatycznej, (w:) Studia z dziejów antyku. Pamięci Profesora Andrzeja Kunisza [Prace Naukowe Uniwersytetu Śląskiego, 2166], Katowice 2004, s. 251–271.
- Ku nowej tożsamości etnicznej. Plemiona germańskie na Wschodzie w III-VI w., (w:) Wędrówka i etnogeneza w starożytności i średniowieczu, red. M. Salamon, J. Strzelczyk, Kraków 2004, s. 145–158; wyd. 2: Kraków 2010, s. 157–171.
- A Late-Roman Bronze Coin Find at Thubursicum Numidarum (Now Khemissa, Algeria), Notae Numismaticae. Zapiski Numizmatyczne, 5(2004), s. 61–73.
- Ocalone świętości. O tradycji ikon, które przetrwały okupację łacińską. [w:] IV krucjata. Historia, reperkusje, konsekwencje, red. Z. Kijas,  M. Salamon, Kraków, WAM 2005, s. 183–193.
- Mikołaj Lanckoroński in Konstantinopel und die Gottesmutter nominata Mellita, [w:] Zwischen Polis, Provinz und Peripherie. Beiträge zur byzantinischen Geschichte und Kultur, wyd. L.M. Hoffmann, A. Monchizadeh [Mainzer Veröffentlichungen zur Byzantinistik, 7], Wiesbaden 2005, s. 947–963.
- The Miliaresia with St. Mary Nikopoios Attributed to Basil II – Can They Be Dated?, [w:] Kletorologion eis mnemen Nikou Oikonomides, red. F. Euangelatou-Notara, T. Maniate-Kokkine, Athena – Thessalonike 2005 (wyd. 2006), s. 359–372.
- (wspólnie z M. Wołoszynem) Byzantine Coins from the 6th and 7th Century Found in Poland and their East-Central European Context, Bulletin du Cercle d’Études Numismatiques, 43 (2006), z. 2, s. 235–244.
- The Oldest Mention of Bulgaria in a Medieval Polish Chronicle. Chronica by Master Vincent, [w:] Vizantija, Balkanite, Evropa. Izsledvanija v čest na Prof. Vasilka Tàpkova-Zaimova [Studia Balcanica, 25], Sofija 2006, s. 463–471.
- Przymusowe przesiedlenia w starożytności i średniowieczu, [w:]  Migracje: dzieje typologia, definicje, red. A. Furdal, W. Wysoczański [Acta Universitatis Wratislaviensis, t. 2945], Wrocław 2006, s. 55–65.
- Władysław Opolczyk a kraje kultury prawosławnej, [w:] Piastowie śląscy w kulturze i europejskich dziejach, red. A. Barciak, Zabrze – Katowice 2007, s. 221–231.
- Einige Bemerkungen zur Notitia episcopatuum des Codex Parisinus 1555A, [w:] Byzantium, New Peoples, New Powers: The Byzantino-Slav Contact Zone, from the Ninth to the Fifteenth Century, wyd. M. Kaimakamova, M. Salamon, M.Smorąg-Różycka [Byzantina et Slavica Cracoviensia, 5], Cracow 2007, s. 89–102.
- Kilka uwag w sprawie chronologii homilii św Jana Chryzostoma wygłoszonej w kościele gockim,  [w:] Byzantina Europaea. Księga jubileuszowa ofiarowana Profesorowi Waldemarowi Ceranowi, Łódź 2007 (wyd. 2008), s. 517–524.
- The Inscription of Dulcissimus, the Bishop of Dorostolon, in Odessos, Byzantinoslovaca, 2 (2008), s. 49–59.
- Follis Herakliusza z Grodziska Dolnego (pow. Leżajsk) a znaleziska monet brązowych w kręgu awarskim, [w:] Haec mihi in animis vestris templa. Studia Classica in Memory of Professor Lesław Morawiecki, wyd. P. Berdowski, B. Blahaczek, Rzeszów 2007, s. 397–405.
- Greckie hapax legomenon (?) w liście bizantyńskiego władcy do Władysława III (Warneńczyka), [w:] Historia vero testis temporum. Księga jubileuszowa poświęcona Krzysztofowi Baczkowskiemu w 70. rocznicę urodzin, red. J. Smołucha, A. Waśko, T. Graff, P.F. Nowakowski, Kraków 2008, s. 201–213.
- Jan Chryzostom i Goci w Konstantynopolu, [w:] Czasy Jana Chryzostoma i jego pasterska Pedagogia [Opolska Biblioteka Teologiczna, 105], red. N. Widok, Opole 2008, s. 245–266.
- Józef Wolski (1910–2008). Expert in Parthian History, Historian of Antiquity, Palamedes. A Journal of Ancient History, 3 (2008) wyd. 2009, s. 9–16.
- Novae in the Age of the Slav Invasions, [w:] Novae. Legionary Fortress and Late Antique Town, t. 1, wyd. T. Derda, P. Dyczek, J. Kolendo, Warsaw 2008 (wyd. 2009), s. 173–212.
- A Gilded Miliaresion from Excavations in the Market Square in Cracow, [w:] Byzantine Coins in Central Europe between the 5th  and 10th century, wyd. M. Wołoszyn, [Moravia Magna, S. Polona, 3], Kraków 2009, s. 625–634.
- Powstanie Uniwersytetu Śląskiego, [w:] W 40-lecie powstania Uniwersytetu Śląskiego – szkolnictwo i nauka na Górnym Śląsku [Katowice w 143. rocznicę uzyskania praw miejskich. VIII], red. A. Barciak, Katowice 2009, s. 43–56.
- Arsakios, Attyk i tradycja historyczna o wygnaniu Jana Chryzostoma, [w:] Hortus Historiae. Księga pamiątkowa ku czci profesora Józefa Wolskiego w setną rocznicę urodzin, red. E. Dąbrowa, M. Dzielska, M. Salamon, S. Sprawski, Kraków 2010, s. 563–576.
- (wspólnie z J. Naumowiczem) Profesor Oktawiusz Jurewicz (30 IV 1926–28 IV 2016), Vox Patrum, 66 (2016), s. 715–719.
- How to Win New Followers for Christianity? The Origins of Eastern and Western Missions in Early Medieval 'Younger Europe', Journal of the Australian Early Medieval Association, 16 (2020), s. 23–51.
- Военната операция при Беласица (1014 г.), Македонски преглед, 43/2 (2020), s. 9–52.